# الصمم في كوبا
يُقدّر عدد الأشخاص الصم في كوبا بنحو 109,000 شخص. يتعلّم بعضهم اللغة الكوبية للإشارة، بينما يتعلّم آخرون اللغة الإسبانية. وتشكل ثقافة الصم عنصرًا مهمًا في هوية هذه الفئة داخل المجتمع الكوبي.

## ثقافة الصم
تمتلك جماعة الصم في كوبا ثقافة متماسكة قائمة على اللغة الكوبية للإشارة، وتجربة تاريخية مشتركة، ونضالات متقاربة. يربط أفراد هذه الجماعة شعورٌ بالانتماء والتضامن، حيث تُشكّل المشاركة في التجارب والمواقف والمشاعر والآراء عاملًا موحِّدًا.
لطالما واجه الصم في كوبا تمييزًا اجتماعيًا من قِبل المجتمع السامع، مما ولّد نوعًا من الحذر تجاه اندماج غير الصم في مجتمعاتهم. تُستخدم اللغة الكوبية للإشارة كلغة رئيسية داخل مجتمع الصم، ويُنظر إلى من يتعلّمونها لاحقًا (خصوصًا من السامعين) على أنهم خارج هذا المجتمع. تُعد الثقافة الصمّاء في كوبا اجتماعية وتعبيرية بامتياز، ومن مظاهر ذلك: التصفيق برفع الأيدي، ولمس الأصابع بدلًا من الطَرق بالكؤوس عند تقديم التحية.

## التعليم
تأسست أول مدرسة للصم في كوبا أواخر القرن التاسع عشر في هافانا. كانت المناهج في بداياتها تعتمد على النهج الشفهي، حيث كان يُركّز على قراءة الشفاه والتحدث، مع منع استخدام الإشارات أو الأبجدية اليدوية ("alfabeto manual antiguo")، التي رغم ذلك انتشرت بين الطلاب خارج الفصول.
بحلول عام 1977، تم السماح باستخدام الأبجدية اليدوية ولكن بهدف دعم تعليم اللغة الإسبانية الشفهي والكتابي. لاحقًا، لم يعد هذا النظام مستخدمًا على نطاق واسع. شهدت التسعينيات اعترافًا رسميًا باللغة الكوبية للإشارة وبدأ دمجها في المناهج الدراسية.
في عام 2004، انطلقت مبادرة "النموذج الكوبي للتعليم ثنائي اللغة" في ثلاث مدارس، تقوم على تعليم اللغة الكوبية للإشارة كلغة أولى والإسبانية (خاصة المكتوبة) كلغة ثانية. ومع تطور هذا النموذج، أصبح يُدرّس في معظم مدارس الصم. تُستخدم اليوم تقنية "الدكتيلما" (Dactilema) لتعليم التهجئة بالإشارة، وهي مهمة عند تعليم كلمات لا تملك إشارات مقابلة في LSC.
تتنوع النماذج التعليمية في كوبا إلى:
- الاتصال الشامل: يُستخدم فيه كل أشكال التواصل (اللفظي، الإشاري، الإيمائي)
- النموذج ثنائي النمط: تعليم اللغة المنطوقة والإشارة معًا
- النموذج ثنائي اللغة: تعليم LSC كلغة أولى، والإسبانية كلغة ثانية

وحتى عام 2001، كان هناك 17 مدرسة للصم موزعة على أنحاء البلاد، منها ثلاث في العاصمة هافانا.

## الجوانب الطبية
يركّز النظام الصحي في كوبا على الكشف المبكر عن فقدان السمع لدى الرضّع، خاصة من هم في دائرة الخطر لأسباب وراثية أو بيئية. وعند تأكيد الإصابة، يتم تعيين فريق متخصص لمتابعة الحالة (أخصائيي تخاطب، سمعيات، أعصاب، نفسيين).
يُقدّم للأطفال ذوي فقدان السمع الثنائي أجهزة سمعية (أحادية أو مزدوجة) برسوم رمزية (35 بيزو كوبي)، أو مجانًا لذوي الدخل المحدود. ومنذ عام 2000، بدأ تركيب زراعة القوقعة لذوي الفقد العميق، مع إعطاء الأولوية لذوي الإعاقة السمعية البصرية. وقد استفاد من هذا البرنامج نحو 250 طفلًا.

## منظمات الصم

### الجمعية الوطنية للصم الكوبيين (ANSOC)
تأسست ANSOC عام 1978 كمنظمة وطنية تُعنى بحقوق الصم وتسعى لتسهيل التعليم الثنائي اللغة. من أبرز إنجازاتها:
إطلاق "نشرة أنسوك الإخبارية" (Noticiero ANSOC): أول نشرة أخبار بلغة الإشارة في كوبا، تُعرض للصم وتوفّر ترجمة للسامعين أيضًا، بهدف رفع الوعي الثقافي.

### مركز التقدم والتطوير للصم (CENDSOR)
مقره في منطقة "سان ميغيل ديل بادرون"، ويُعد المركز الرئيسي لأبحاث اللغة الكوبية للإشارة. يهدف إلى تعزيز ثنائية اللغة (الإشارة كلغة أم، والإسبانية كلغة ثانية)، ويدعم المبادرات الأكاديمية الخاصة بالصم.